# El Economista (1886-1937)
El Economista, en sus comienzos El Economista Español, fue una revista de economía editada en Madrid entre 1886 y 1937. La precedieron las dos épocas de El Economista (1854), de las que tomó su título.

## Historia
Fundada por Isidoro García Barrado, su primer número apareció el 9 de enero de 1886. Titulada inicialmente El Economista Español, abreviaría más adelante esta denominación a El Economista. La revista sería controlada sucesivamente por Juan José García Gómez, José Gómez-Acebo y Cortina y, finalmente, Manuel Gómez-Acebo. Hacia 1917 tenía su sede en el número 95 de la calle de Alcalá y se vendía a un precio de 20 pesetas.
En ella colaboraron autores como Andrés Barthe, Manuel Pando, Enrique C. Basora, José Sáinz, o Carlos Caamaño y Horcasitas, entre otros. Sus potenciales compradores eran banqueros y hombres de negocios, defendiéndose en sus páginas posturas liberales en materia económica, como norma general. La guerra civil provocó su desaparición, en 1937. En la Hemeroteca Digital de la Biblioteca Nacional de España están disponibles números solo hasta el 30 de diciembre de 1886.